# Крилов Євгеній Володимирович
Євгеній Володимирович Крилов (нар. 11 серпня 1937, Орєхово-Зуєво, РРФСР — пом. 1977, Орєхово-Зуєво, РРФСР) — радянський російський футболіст, нападник.

## Життєпис
Вихованець орехово-зуєвського футболу, дебютував у місцевій команді в 1956-1958 роках. У 1959 році перейшов в ЦСК МО, провів у чемпіонаті три матчі. У наступному році зіграв два поєдинки, 7 та 14 липня. У домашньому матчі 19 липня проти «Динамо» (Київ), зігравши в підкаті на 70-й проти Базилевича, заробив вилучення. Декілька уболівальників ЦСКА, незадоволені цим рішенням судді Клавса, який до цього виносив спірні рішення, вибігли на поле й зірвали матч. Матч був анульований, четверо уболівальників отримали тюремні терміни, а Крилов — дискваліфікований на два роки. У 1962 році провів одну гру за московський «Локомотив», потім повернувся в «Знамя Труда», з яким став фіналістом Кубка СРСР 1962. Помер в 1977 році (за словами одноклубника Василя Чавкіна — в 1964, від алкоголізму).